# Hexabromobenzè
L'hexabromobenzè és un bromur d'aril en el qual les sis posicions de l'anell benzè central estan unides a un àtom de brom. L'hexabromobenzè s'ha utilitzat en condensadors d'alta tensió com a retardant de flama. També té aplicacions com a material de partida en la formació de pel·lícules primes semblants al grafè per a dispositius d'emmagatzematge d'energia i condensadors de baix cost.

## Propietats
L'hexabromobenzè es presenta en forma de pols blanca. No és soluble en aigua, però sí en etanol, èter i benzè. La seva massa molar és de 551,7 g/mol. El punt de fusió de 327 °C i la seva temperatura d'ebullició és de 417,5 °C quan està sotmès a 760 mmHg. És estable i és incompatible amb agents oxidants forts. Dona dissolucions de pH entre 4,5 i 7,5. Té una excel·lent flexibilitat d'integració amb diverses resines i plàstics a causa de la seva solubilitat en els dissolvents indicats. Té una pressió de vapor de 0,000 000 02 mmHg.

## Preparació
Es pot preparar per substitució electròfila aromàtica fent reaccionar benzè (C6H6) amb 6 molècules de brom (Br2) en presència de calor i llum UV. Aquesta reacció es coneix com a bromació del benzè:
{\displaystyle {\ce {C6H6 + 6 Br2 -> C6Br6 + 6HBr}}}

## Usos
L'hexabromobenzè (HBB) troba un ús extensiu com a additiu ignífug en una varietat de materials, com ara plàstics, paper i productes elèctrics, on serveix com a retardant de flama de primer nivell. Tanmateix, la seva aplicació generalitzada també porta a la seva dispersió en el medi ambient. A més, l'HBB pot patir reaccions de protobromació quan es tracta amb metòxid de sodi en metanol i butanona, donant lloc a una barreja de tribromobenzè.
L'hexabromobenzè també serveix com un dels compostos aromàtics polihalogenats clau utilitzats en el procés de síntesi de baix a dalt de pel·lícules semblants al grafè. Mitjançant la reducció electroquímica, l'HBB contribueix a la formació d'estructures d'anells poliaromàtics juntament amb altres compostos com l'hexafluorobenzè (HFB) i l'hexaclorobenzè (HCB). Facilita la creació de pel·lícules de carboni semblants al grafè després del recuit tèrmic, oferint un enfocament rendible sense necessitat d'equips sofisticats.

## Toxicitat
L'hexabromobenzè (HBB) presenta perills importants a causa del seu perfil de toxicitat. Classificat com a GHS07, l'HBB presenta toxicitat aguda per via oral, dèrmica i per inhalació, classificant-lo en la categoria 4 per aquest perill. A més, indueix irritació cutània i ocular, classificada en la categoria 2 per a tots dos. També, se sap que l'HBB causa sensibilització de la pell (categoria 1) i toxicitat específica d'òrgans diana en una sola exposició (categoria 3), sent el sistema respiratori l'òrgan objectiu principal. En particular, s'observa que la toxicitat aguda de l'HBB disminueix amb un augment del nombre d'àtoms de brom a la molècula. Tanmateix, el potencial de canvis necròtics varia en funció de la posició d'aquests àtoms de brom dins de la molècula. Hi ha riscos greus per a la salut associats a l'exposició a HBB, que justifiquen una manipulació acurada i mesures de seguretat estrictes en el seu ús i gestió.
L'hexabromobenzè (HBB) es va fer servir en un estudi que investigava el seu destí metabòlic en rates femelles, on la substància es va administrar per via oral a dosis de 16,6 mg/kg de pes corporal cada dos dies durant un període de dues setmanes. L'anàlisi de l'excreta de les rates va revelar la presència de diversos metabòlits, incloent-hi HBB sense canvis, pentabromobenzè, així com compostos que contenen oxigen i sofre. A més a més, l'hexabromobenzè (HBB) i els seus compostos desbromats es van detectar en teixits adiposos humans de Matsuyama, Japó. Els bromobenzès que constitueixen HBB, pentabromobenzè (PeBB) i 1,2,4,5-tetrabromobenzè (1,2,4,5-TeBB) es van detectar en un rang de 2,1-4,lng/g humit en el teixit adipós humà.